# Vermontville
Vermontville is een plaats (village) in de Amerikaanse staat Michigan, en valt bestuurlijk gezien onder Eaton County.

## Demografie
Bij de volkstelling in 2000 werd het aantal inwoners vastgesteld op 789.
In 2006 is het aantal inwoners door het United States Census Bureau geschat op eveneens 789.

## Geografie
Volgens het United States Census Bureau beslaat de plaats een oppervlakte van
3,1 km², geheel bestaande uit land.

## Plaatsen in de nabije omgeving
De onderstaande figuur toont nabijgelegen plaatsen in een straal van 20 km rond Vermontville.